# Given to the Rising
Given to the Rising – dziewiąty studyjny album amerykańskiego zespołu Neurosis. Ukazał się trzy lata po poprzedniku. Producentem albumu ponownie był Steve Albini, a wydała go wytwórnia należąca do zespołu.

## Lista utworów
1. "Given to the Rising" − 8:55
2. "Fear and Sickness" − 7:13
3. "To the Wind" − 7:38
4. "At the End of the Road" − 8:25
5. "Shadow" − 2:26
6. "Hidden Faces" − 5:33
7. "Water is Not Enough" − 7:03
8. "Distill (Watching the Swarm)" − 9:13
9. "Nine" − 2:28
10. "Origin" − 11:48

## Listy sprzedaży
| Lista   | Kraj    | Pozycja |
| ------- | ------- | ------- |
| Top 200 | Francja | 175     |